# Cảnh sát trưởng

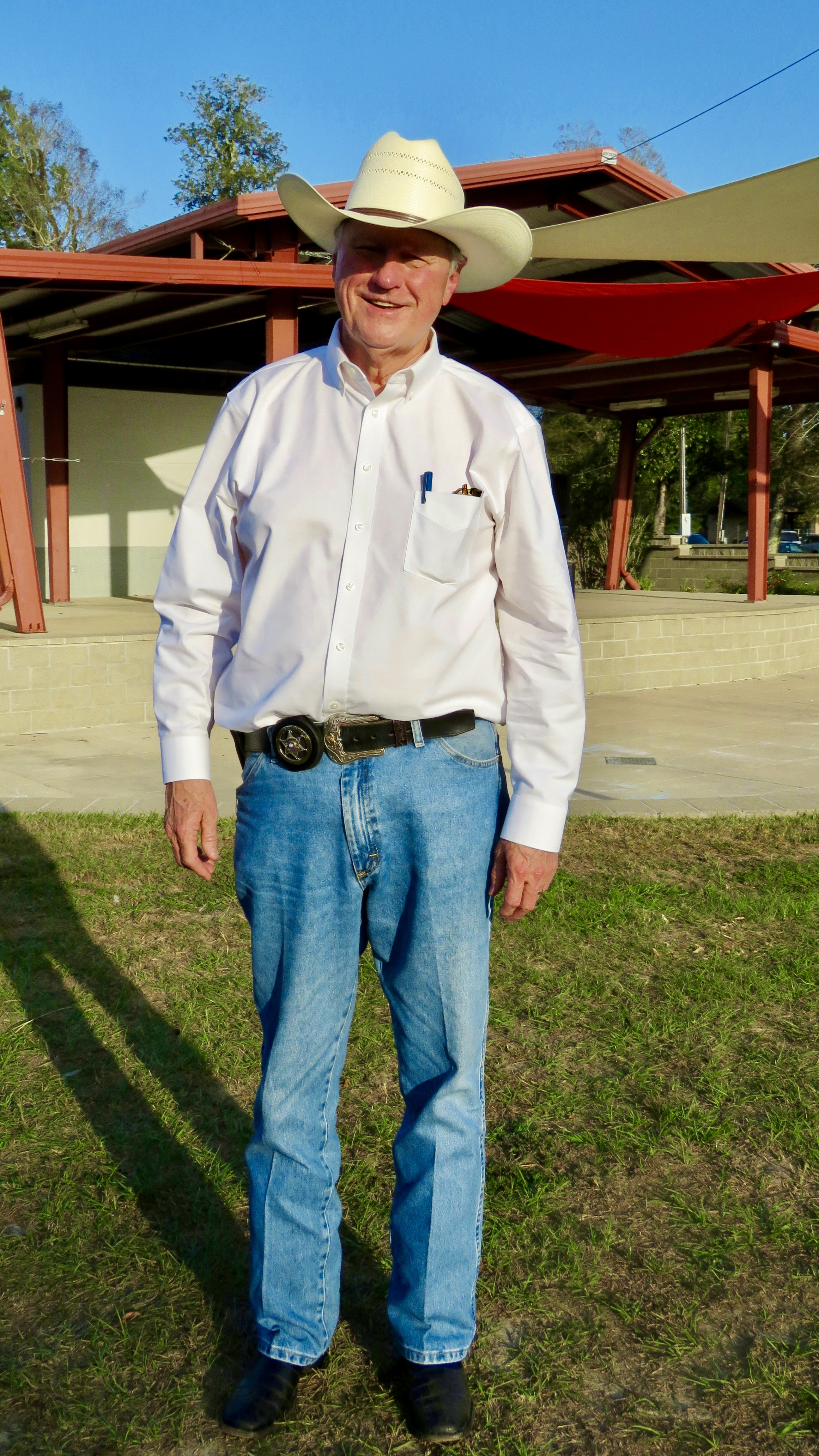
Một cảnh sát trưởng ở Mỹ với kiểu mẫu điển hình

Một viên cảnh sát trưởng (Sheriff)  là một quan chức chính quyền thực thi các nhiệm vụ khác nhau trong lĩnh vực chấp pháp, tồn tại ở một số quốc gia có mối quan hệ lịch sử với văn hóa Anh, theo đó nó bắt nguồn từ Shire, một thuật ngữ truyền thống để phân chia đất đai, và reeve, chức trưởng quan của địa phương; như vậy cảnh sát trưởng ban đầu có nghĩa tương đương là hạt trưởng, tỉnh trưởng, quận trưởng, như vậy theo nguyên gốc ban đầu thì cảnh sát trưởng không phải là cảnh sát (Police). Trong tiếng Anh, chức vụ chính trị hoặc pháp lý của cảnh sát trưởng, nhiệm kỳ của cảnh sát trưởng hoặc quyền hạn của cảnh sát trưởng ở Anh và xứ Wales được gọi là shrievalty còn ở Scotland gọi là Cảnh sát trưởng bảo an (Sheriffdom) và giữ chức năng tài phán.
Tại Hoa Kỳ, cảnh sát trưởng là một viên chức tại một quận hoặc thành phố độc lập chịu trách nhiệm giữ gìn, duy trì an ninh trật tự và thực thi luật pháp và thường được trang bị súng lục (súng sáu). Không giống như hầu hết các quan chức trong thực thi pháp luật tại Hoa Kỳ, cảnh sát trưởng thường được bầu, mặc dù một số tiểu bang có luật yêu cầu trình độ thực thi pháp luật nhất định của các ứng cử viên. Hình ảnh của một cảnh sát trưởng của Hoa Kỳ được khắc họa qua nhiều đề tài phim ảnh của dòng phim cao bồi miền Viễn Tây. Các cảnh sát trưởng được bầu có trách nhiệm trực tiếp với công dân của quận của họ đang công tác, phục vụ, hiến pháp của tiểu bang của họ và cuối cùng là Hiến pháp Hoa Kỳ. Trách nhiệm của cảnh sát trưởng và các cơ quan thay đổi đáng kể theo quận, hạt. Nhiều cảnh sát trưởng có vai trò của một Trưởng Cơ quan cảnh sát (Chief of police), mặc dù một số cơ quan lãnh đạo với nhiệm vụ thực thi pháp luật hạn chế. Cảnh sát trưởng cũng thường chịu trách nhiệm quản lý các nhà tù ở quận và an ninh tại các tòa nhà chính quyền địa phương. Trong trường hợp này cảnh sát trưởng đóng vai trò của một nhân viên cảnh sát hay nhân viên bảo vệ an ninh.